# Lithospermum
Lithospermum L. è un genere di piante perenni della famiglia delle Boraginacee.

## Descrizione
I fiori, a volte eterostili, sono portati in cime fogliose terminali o ascellari. 

Il calice pentalobato più o meno fino alla base è accrescente. 

La corolla può variare da cilindrica a infundibuliforme, è biancastra e ha un tubo con 5 squame più o meno glandulose alla fauce e con un anello alla base. 

Gli stami sono inclusi e inseriti a circa la metà del tubo. 

Lo stilo, semplice, è incluso e ha stimma bilobo. 

Le nucule, lisce, bianche e lucenti, sono quattro e completamente staccate dal ricettacolo.

## Distribuzione e habitat
Il genere è presente in Europa, Africa, Asia, Nord America e Sud America. In Italia è presente una sola specie, Lithospermum officinale.

## Tassonomia
Il genere comprende 84 specie:
- Lithospermum affine DC.
- Lithospermum afromontanum Weim.
- Lithospermum album (G.L.Nesom) J.I.Cohen
- Lithospermum altamiranense Pat.-Sicil., Cohen & Pérez-Calix
- Lithospermum astienzae Pat.-Sicil., Cohen & Pérez-Calix
- Lithospermum azuayense Weigend & Nürk
- Lithospermum barbigerum (I.M.Johnst.) J.I.Cohen
- Lithospermum berlandieri I.M.Johnst.
- Lithospermum bolivariense Weigend & Nürk
- Lithospermum calcicola B.L.Rob.
- Lithospermum californicum A.Gray
- Lithospermum calycosum (J.F.Macbr.) I.M.Johnst.
- Lithospermum canescens (Michx.) Lehm.
- Lithospermum caroliniense (J.F.Gmel.) MacMill.
- Lithospermum chiapense J.I.Cohen
- Lithospermum chihuahuanum J.I.Cohen
- Lithospermum cinerascens (A.DC.) I.M.Johnst.
- Lithospermum cinereum DC.
- Lithospermum cobrense Greene
- Lithospermum confine I.M.Johnst.
- Lithospermum confundum (B.L.Turner) J.I.Cohen
- Lithospermum cuneifolium Pers.
- Lithospermum cuzcoense Weigend & Nürk
- Lithospermum decipiens (J.R.Allison) Weakley
- Lithospermum discolor M.Martens & Galeotti
- Lithospermum distichum Ortega
- Lithospermum diversifolium DC.
- Lithospermum dodrantale (I.M.Johnst.) J.I.Cohen
- Lithospermum elenae Pat.-Sicil., J.I.Cohen & Zamudio
- Lithospermum erythrorhizon Siebold & Zucc.
- Lithospermum exsertum (D.Don) J.I.Cohen
- Lithospermum flavum Sessé & Moc.
- Lithospermum flexuosum Lehm.
- Lithospermum gayanum (Wedd.) I.M.Johnst.
- Lithospermum guatemalense Donn.Sm.
- Lithospermum hancockianum Oliv.
- Lithospermum helleri (Small) J.I.Cohen
- Lithospermum hirsutum E.Mey. ex DC.
- Lithospermum incisum Lehm.
- Lithospermum indecorum I.M.Johnst.
- Lithospermum ireneae Pat.-Sicil., J.I.Cohen & Zamudio
- Lithospermum jimulcense I.M.Johnst.
- Lithospermum johnstonii J.I.Cohen
- Lithospermum kelloggianum J.I.Cohen
- Lithospermum latifolium Michx.
- Lithospermum leonotis (I.M.Johnst.) J.I.Cohen
- Lithospermum leymebambense Weigend & Nürk
- Lithospermum macbridei I.M.Johnst.
- Lithospermum macromeria J.I.Cohen
- Lithospermum matamorense DC.
- Lithospermum mediale I.M.Johnst.
- Lithospermum mirabile Small
- Lithospermum molle (Michx.) Muhl.
- Lithospermum muelleri I.M.Johnst.
- Lithospermum multiflorum Torr. ex A.Gray
- Lithospermum nelsonii Greenm.
- Lithospermum notatum (I.M.Johnst.) J.I.Cohen
- Lithospermum oaxacanum (B.L.Turner) J.I.Cohen
- Lithospermum oblongifolium Greenm.
- Lithospermum obovatum J.F.Macbr.
- Lithospermum occidentale (Mack.) Weakley
- Lithospermum officinale L.
- Lithospermum papillosum Thunb.
- Lithospermum parviflorum Weakley, Witsell & D.Estes
- Lithospermum peruvianum DC.
- Lithospermum pinetorum (I.M.Johnst.) J.I.Cohen
- Lithospermum pringlei I.M.Johnst.
- Lithospermum revolutum B.L.Rob.
- Lithospermum rodriguezii Weigend & Nürk
- Lithospermum rosei (I.M.Johnst.) J.I.Cohen
- Lithospermum ruderale Douglas ex Lehm.
- Lithospermum rzedowskii J.I.Cohen
- Lithospermum scabrum Thunb.
- Lithospermum strictum Lehm.
- Lithospermum subsetosum (Mack. & Bush) Weakley
- Lithospermum sylvestre J.I.Cohen & J.C.Manning
- Lithospermum tenerum J.I.Cohen
- Lithospermum trinervium (Lehm.) J.I.Cohen
- Lithospermum tuberosum Rugel ex DC.
- Lithospermum tubuliflorum Greene
- Lithospermum turneri J.I.Cohen
- Lithospermum unicum (J.F.Macbr.) J.I.Cohen
- Lithospermum virginianum L.
- Lithospermum viride Greene